# Schriftliches Verfahren
Das schriftliche Verfahren (auch Umlaufverfahren genannt) ist ein förmlicher Entscheidungs- und Beschlussfassungsprozess der Europäischen Kommission, bei dem die Mitglieder der Kommission ihre Zustimmung zu Vorschlägen oder Beschlüssen ohne Abhaltung einer förmlichen Sitzung schriftlich erteilen. Dieses Verfahren bringt eine flexible und zügige Beschlussfassung insbesondere bei Routineangelegenheiten, dringenden Entscheidungen oder wenn eine persönliche Zusammenkunft der Kommissionsmitglieder nicht erforderlich oder nicht zweckmäßig ist.

## Rechtliche Grundlage
Die allgemeine Grundlage für die Arbeitsweise der Europäischen Kommission bildet das Vertragssystem der Europäischen Union, insbesondere der Vertrag über die Europäische Union (EUV) und der Vertrag über die Arbeitsweise der Europäischen Union (AEUV). Die konkreten Regeln für das schriftliche Verfahren finden sich in der Geschäftsordnung der Kommission, die in Form von Entscheidungen der Kommission regelmäßig überarbeitet und im Amtsblatt der Europäischen Union veröffentlicht wird.